# Getuigenispartij
Een getuigenispartij of beginselpartij is een partij die prioriteit legt bij het rechtlijnig uitdragen van eigen beginselen en idealen, met een ondergeschikte rol voor bereidheid tot regeringsdeelname. Deze beginselen betreffen veelal religieuze, ideologische en / of staatkundige principes. Gezien de sterke nadruk op vasthouden aan eigen idealen, zijn getuigenispartijen in de regel niet of nauwelijks bereid om compromissen te sluiten om deel te nemen aan een conventionele regering. Ook is men terughoudend de eigen idealen te verwateren om zo een grotere groep kiezers aan te trekken.
De functie van een getuigenispartij is primair actievoeren binnen de politieke arena en het agenderen van ideologische standpunten van de partij, waarbij de volksvertegenwoordiging wordt benut als aanjagend instrument. Een getuigenispartij valt veelal samen – maar niet noodzakelijk – met het zijn van een one-issue partij; een partij die zich typisch met slechts één of een beperkt aantal politieke thema's en doelen bezighoudt, en zich in de regel richt op een selecte doelgroep.
Voorbeelden van partijen uit de Nederlandse nationale politiek die typisch als getuigenispartij worden aangeduid, zijn de SGP, Partij voor de Dieren, SP en PVV.

## Antoniemen
Getuigenispartijen worden doorgaans gecontrasteerd met bestuurderspartijen of traditionele partijen; partijen met een geschiedenis aan veelvuldige kabinetsdeelname. Voorbeelden van bestuurderspartijen zijn CDA, PvdA, VVD, D66 en ChristenUnie. Een andere tegenstelling die wel eens wordt genoemd is een programpartij; een partij die zich alleen richt op het geldende verkiezingsprogramma.

## Bewegingen naar regeringsambities
De ChristenUnie heeft van oudsher haar wortels in getuigenispolitiek, maar heeft sinds regeringsdeelname in Kabinet-Balkenende IV in 2007 een omslag doorgemaakt naar bestuurderspartij. GroenLinks is eveneens een klassieke getuigenispartij, maar lijkt de laatste jaren te draaien richting serieuze regeringsambities. Ook de PVV lijkt een beweging te maken richting het verworden van een bestuurderspartij, sinds hun regeringsdeelname in Kabinet-Schoof in 2024.